# 超ワールドサッカー
超ワールドサッカー!（超WORLDサッカー!、ちょうワールドサッカー）は、日本語によるサッカー情報サイト。コーエーテクモグループのCWS Brainsが運営していたが、2025年5月17日を以って同社によるニュース配信を終了、同年7月1日からイミオが運営権を取得しサービスを再開した。

## 概要
自らを「国内最大級のサッカー情報サイト」と称している。2000年に携帯電話向けサッカー有料情報サービスとしてスタート。欧州のリーグを中心に海外で活躍する日本人選手の他、スター選手などの情報を発信。2011年にはスマートフォン向けにiOS版とAndroid版の公式アプリの提供を開始した。
2025年5月17日を以ってサービス終了することを発表した。また同年6月末で、これまで配信された関連ニュース、およびデータの完全削除も併せて発表された。
しかし、サッカー関連のビジネスを展開しJリーグ・FC琉球の運営権を所有するイミオがコンテンツの完全削除を惜しみ、サイトの所有権を持っていたライブドアから所有権を取得したことを明らかにした。過去のコンテンツは全て残した上で、スポーツジャーナリストの北健一郎が新編集長に就任し、メディア運営だけではなくイベントやオンラインスクールなどの業務展開に取り組む予定であるという。